# Oberösterreichischer Kunstverein

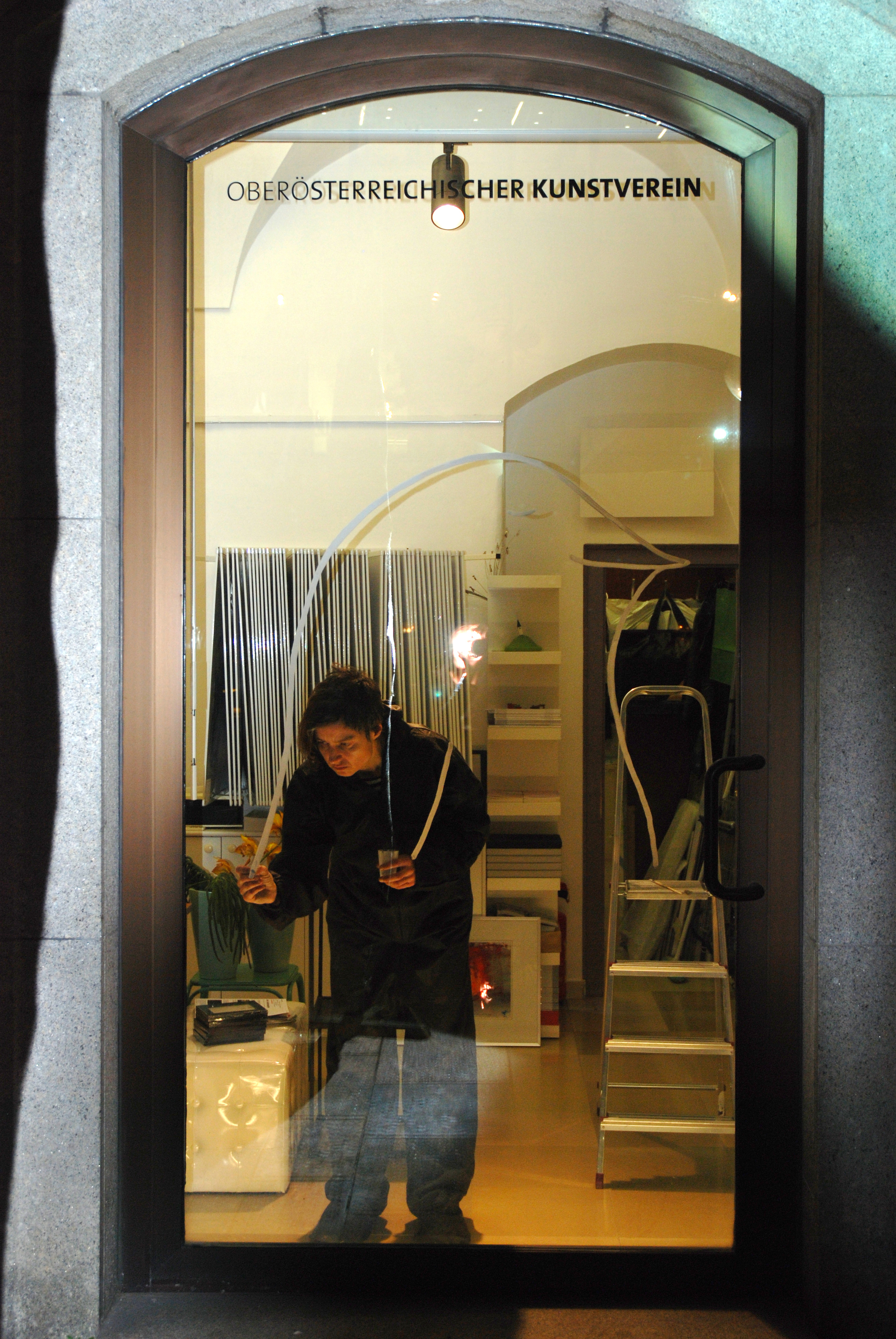
eine raumeinpflegung (installation in progress) von elffriede.aufzeichnensysteme*

Der Oberösterreichische Kunstverein wurde 1851 bzw. 1948 gegründet und hat seinen Sitz im Ursulinenhof im Oberösterreichischen Kulturquartier in Linz in Oberösterreich.

## Geschichte

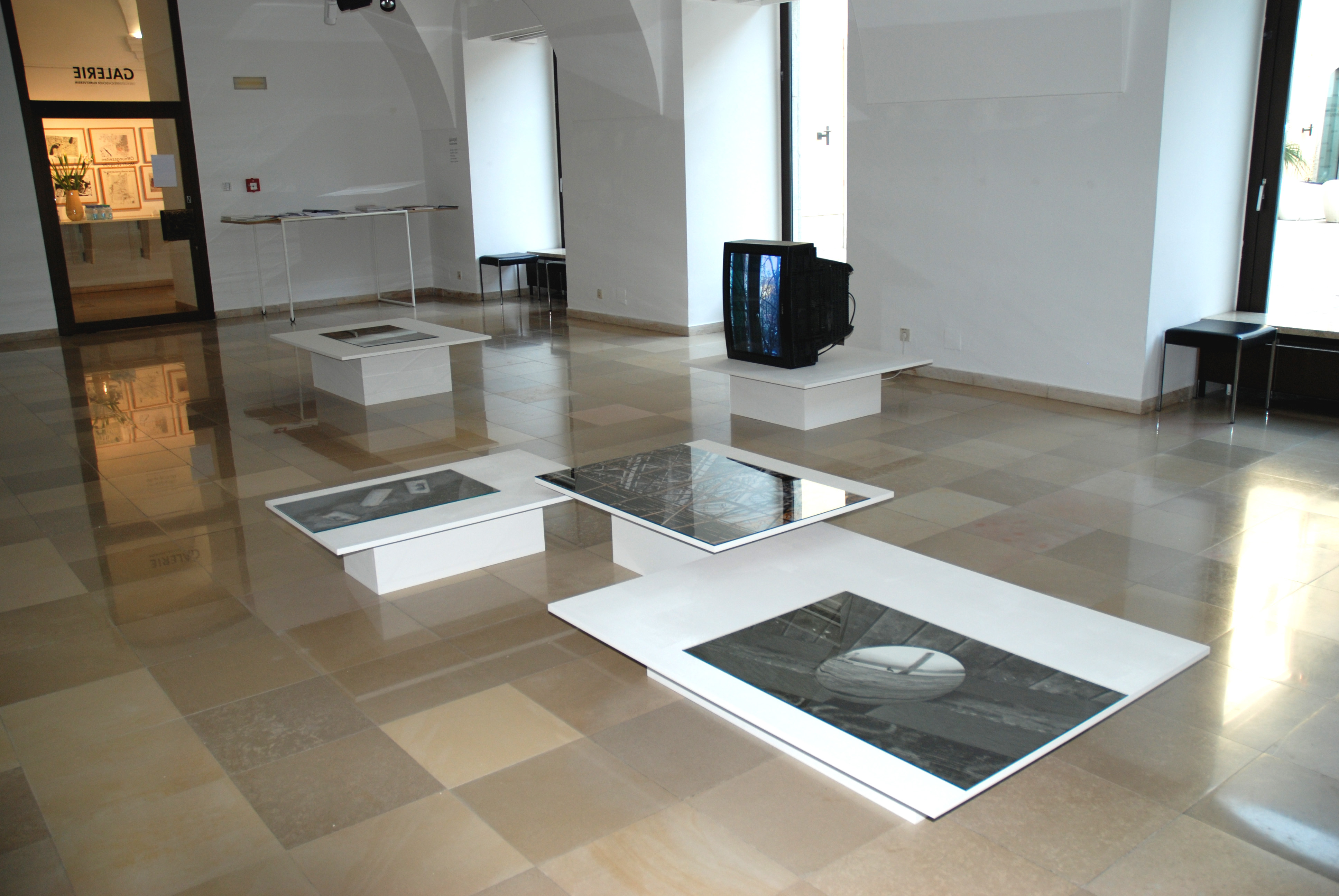
[glimps] found stories Georgia Creimer, Elisabeth Czihak, Petra Egg, Julie Hayward, Martin Osterider

Der Oberösterreichische Kunstverein ist nach dem 1844 gegründeten Salzburger Kunstverein der zweitälteste Kunstverein Österreichs außerhalb Wiens. Mit öffentlicher Unterstützung sollte dem Publikum Gelegenheit geboten werden, sich von den Fortschritten der Kunst im Allgemeinen und insbesondere der von Oberösterreich zu überzeugen, um hiedurch mehr Interesse dafür anzuregen, die unbekümmerte Existenz der Künstler durch ehrenhafter Mittel zu sichern und zu verbessern und den Werken derselben Anerkennung zu verschaffen.
Die Gründung war nicht unumstritten. Mitte des 19. Jahrhunderts gehörten 96 oberösterreichische Künstler, davon 21 aus Linz, dem bereits 1830 gegründeten Wiener Kunstverein an. Gründungsversammlung und erste Ausstellung fanden 1851 im Nordico, dem ehemaligen Kremsmünsterer Vorstadtpalais, statt.
Bereits 1855 war der Verein mit Hilfe der Landesregierung Begründer und bis 1866 auch Verwalter der Oberösterreichischen Landesgalerie. Der Grundstock der Galerie wurde durch planmäßige Ankäufe geschaffen. Es war innerhalb der Monarchie sowie im gesamten deutschen Raum die erste Galerie, die aus der Bevölkerung selbst heraus entstanden, von einem Kunstverein begründet und so natürlich auch der Bevölkerung gewidmet wurde.
Zu den Aktivitäten zählten Verkaufsausstellungen, wobei auch Werke großer zeitgenössischer Maler außerhalb von Oberösterreich wie z. B. Ferdinand Georg Waldmüller, Jakob Alt, Rudolf von Alt und Franz Alt, Friedrich Gauermann, Moritz von Schwind, Carl Spitzweg oder Hans Makart vorgestellt wurden.
Zu den prominentesten Mitgliedern zählten unter vielen anderen Ferdinand Georg Waldmüller, Honoré Daumier, Carl Spitzweg, Gustav Klimt, Käthe Kollwitz, Alfred Kubin, Egon Schiele, Vilma Eckl und Tina Blau. Adalbert Stifter, neben Dominik Lebschy Vizepräsident, bestimmte die Geschichte des Oberösterreichischen Kunstvereins in den ersten Jahren wesentlich mit.
1913 spaltete sich der OÖ Künstlerbund März ab. 1938 wurde der Oberösterreichische Kunstverein von Amts wegen gelöscht. Der 1948 von Franz Zimmermann neu gegründete Oberösterreichische Kunstverein wurde ausdrücklich als Nachfolgeverein ins Leben gerufen. 1955 bildete sich die Mühlviertler Künstlergilde.
Das Archiv des Oberösterreichischen Kunstvereins wurde Anfang der 1960er-Jahre dem Oberösterreichischen Landesarchiv übergeben und enthält unter anderem Mitgliederlisten, Korrespondenz mit Künstlern und Ausstellungskataloge über den Zeitraum von 1851 bis 1961.

## Verein
Der Oberösterreichische Kunstverein sieht es als sein zentrales Anliegen (Zitat 2013), den Stellenwert von Gegenwartskunst, die immer auch als Seismograph für gesellschaftliche Veränderungen gelesen werden kann, mit vollem Einsatz auszubauen und zu fördern. In konsequenter Ausstellungstätigkeit werden neben Arbeiten eigener Mitglieder in großem Ausmaß Projekte von Gastkünstlerinnen und -künstler präsentiert.
Von 2002 bis Jänner 2020 wurde die Galerie des Oberösterreichischen Kunstvereins von Ingrid Hahn geleitet. Seit Beginn 2020 ist Simone Barlian hier als Kuratorin und Leiterin der Geschäftsagenden tätig.

## Präsidenten des Kunstvereines
- Johann Ungnad von Weißenwolff (Gründungspräsident)[11]
- Dominik Lebschy, 1855 bis 1869
- Franz Xaver Weidinger, von 1930 bis 1933
- Anton Lutz, von 1934 bis 1938 und 1948 bis 1963
- Fritz Fröhlich, in den 1960er-Jahren
- Wilhelm Traeger, ab 1974 bis 1980 (oder 1970 bis 1974)
- Heribert Forstner, bis 1992
- Manfred Hasenöhrl, von 1992 bis 2005
- Reinhard Dyk, von 2005 bis 2007
- Edeltraud Hauner-Schöpf, von 2007 bis 2008
- Peter Paszkiewicz, von 2008 bis 2010
- Christiane Steinlechner-Marschner, von 2010 bis 2016
- Gerald Hanisch, seit 2017[10]

## Mitglieder
- Reinhard Adlmannseder (* 1943)
- Gilda Aita (* 1943)
- Franz Josef Altenburg (1941–2021)
- Beni Altmüller (* 1952)
- Walter Angerer-Niketa (1940–2021)
- Horst Aschermann (1932–2005)
- Eleonore Auegg-Dilg (1811–1890)
- Hans Babuder (1914–2006)
- Ludmilla Bartscht (* 1981)
- Gabriele Bischof-Kutschera (* 1950)
- Tina Blau (1845–1916)
- Eva Bosch (* 1941)
- Ulrich Bosch (Maler) (* 1966)
- Katharina Brandl (* 1986)
- Anna Maria Brandstätter (* 1977)
- Michaela Bruckmüller (* 1971)
- Aono Chiho (* 1974)
- Lovis Corinth (1858–1925)
- Silvia Czepl (* 1977)
- Elisabeth Czihak (* 1966)
- Manfred Daringer (1942–2009)
- Honoré Daumier (1808–1879)
- Johannes Domenig (* 1961)
- Vilma Eckl (1892–1982)
- Joseph Edlbacher (1817–1868)
- Therese Eisenmann (* 1953)
- elffriede i.a.
- Josseline Engeler (1982)
- Lorenz Estermann (* 1968)
- Tanja Estermann (* 1967)
- Matthäus Fellinger (1924–2002)
- Constance Ferdiny Hoedemakers (* 1954)
- Hubert Fischlhammer (1925–2022)
- Heribert Forstner (1936–2020)
- Herbert Friedl (1943–2018)
- Fritz Fröhlich (1910–2001)
- Gerda Geretschläger (* 1946)
- Leo Gerger (1923–2001)
- Heinz Göbel (1947–2013)
- Marie-José Gröger van Meurs (* 1938)
- Manfred Hasenöhrl (* 1951)
- Hans Hoffmann-Ybbs (1928–2005)
- Bernhard Hollemann (1935–2020)
- Markus Anton Huber (* 1961)
- Johann Jascha (* 1942)
- Walter Kainz (* 1958)
- Marion Kilianowitsch (* 1962)
- Gustav Klimt (1862–1918)
- Leopold Kogler (* 1952)
- Käthe Kollwitz (1867–1945)
- Peter Kuba (* 1952)
- Alfred Kubin (1877–1959)
- Dominik Lebschy (1799–1884)
- Franz Linschinger (* 1957)
- Theo Linz (1928–2009)
- Anton Lutz (1894–1992)
- Oswald Miedl (* 1940)
- Maria Moser (* 1948)
- Franz Anton Obojes (* 1961)
- Robert Oltay (* 1961)
- Wolfgang Panuschka (* 1942)
- Peter Paszkiewicz (* 1943)
- Alfred Pöll (1867–1929)
- Markus Riebe, (* 1955)
- Anton Romako (1832–1889)
- Hubert Schatz (1960–2023)
- Robert Scherer (* 1928)
- Franz Schicker (1915–2010)
- Egon Schiele (1890–1918)
- Franz Sedlacek (1891–1945)
- Max Slevogt (1868–1932)
- Carl Spitzweg (1808–1885)
- Martin Staufner (* 1964)
- Thomas Steiner (* 1956)
- Adalbert Stifter (1805–1868)
- Wilhelm Traeger (1907–1980)
- Waltrud Viehböck (1937–2014)
- Ferdinand Georg Waldmüller (1793–1865)
- Franz Weiß (* 1952)
- Charlotte Wiesmann (* 1961)
- Rudolf Manfred Zörner (* 1938)

## Ausstellungen (Auswahl)

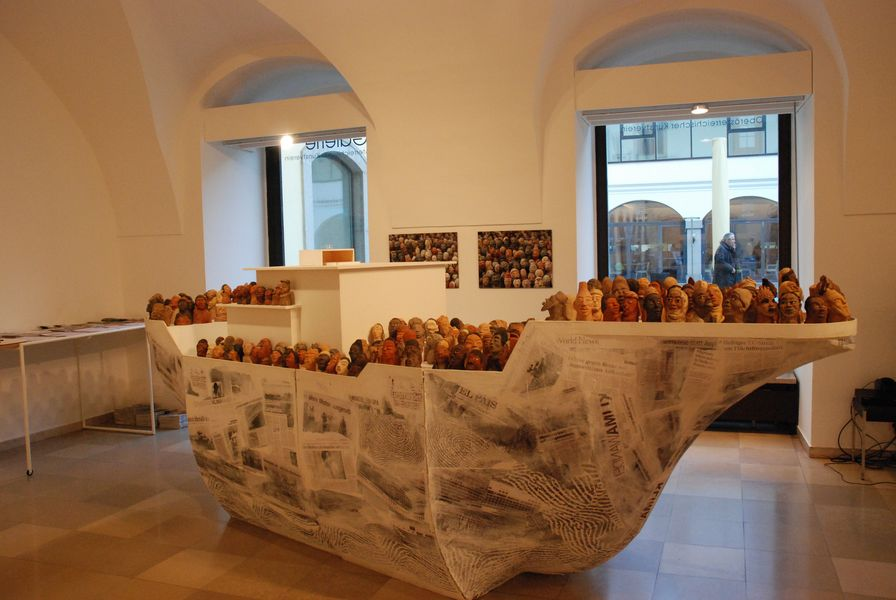
das bessere leben, Ilse Chlan und Margret Kohler-Heilingsetzer

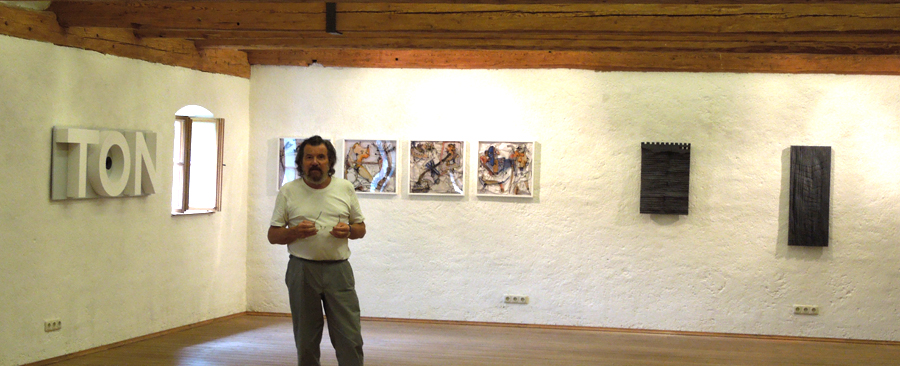
TONPAPIERTON Dokumente einer Begegnung, Ausstellungseröffnung im Kubin-Haus Zwickledt 2012

- 2010: Albert Herring, A Comic Opera in three Acts von Benjamin Britten. Ausstellung im Landestheater Linz
- 2010: die arche. Oberösterreichischer Kunstverein zu Gast im Künstlerhaus Wien
- 2010: Believe in Doubt. Eine Ausstellung fotografischer und filmischer Arbeiten aus dem Oberösterreichischen Kunstverein im Österreichischen Kulturforum Bratislava / Zelená 7
- 2011: Künstlerhaus Wien zu Gast im Oberösterreichischen Kunstverein. Martin Anibas, Fridolin Welte
- 2011: du nennst es Geheimnis, Bilder aus Dunst, Lust und Gespenstern. Ausstellungseröffnung im Kubin-Haus Zwickledt mit Laura Gebetsroither, Inga Hehnen, Franz Anton Obojes
- 2011: Rudi Molacek und Freunde Rot Gelb Blau oder Grau. Herbert Brandl, Chuck Connelly, Gunter Damisch, Rudi Molacek, Ingo Nussbaumer, Gerwald Rockenschaub, Maria Serebriakova*
- 2012: „Best of SPRING“ im Rahmen von Nextcomic-Festival Linz 2012 ein Projekt von Herbert Christian Stöger
- 2012: „EISEN://ZEIT“ Gabriele Kutschera